# Русская старина (1825)
«Ру́сская старина́»: Карманная книжка для любителей отечественного на 1825 год — исторический альманах, вышедший в Санкт-Петербурге в 1825 году. Издатели — А. О. Корнилович и В. Д. Сухоруков.
Печатались произведения декабристов-литераторов А. О. Корниловича и В. Д. Сухорукова, а также записи народных песен. В первом отделе альманаха напечатана работа А. О. Корниловича «Нравы русских при Петре I», во втором — работа В. Д. Сухорукова «Общежитие донских казаков в XVII и XVIII столетиях» и др.

## Библиографическое описание
Корнилович, Александр Осипович (1800-1834). Руcская старина : Карманная книжка для любителей отечественнаго, на 1825 год. / Изданная А. Корниловичем. — Санкт-Петербург : В Типографии Департамента народнаго просвещения, 1824. —  12° (13 см).